# Oryx gazella
Oriks antilopa (lat. Oryx gazella) je velika antilopa izražene obojenosti, a živi u suhim travnatim poljima, šikarama i u pustinjama Afrike.
Vrlo je prilagođena za očuvanje vode: ne dahće i ne znoji se sve dok tjelesna temperatura ne prijeđe 45 ° C; bubrezi proizvode mokraću visoke koncentracije, a izmet je vrlo suh. Najviše je rasprostranjena u jugozapadnoj Africi.

## Prehrana
Glavni dio prehrane oriks antilope čine trave i nisko grmlje, kao i divlji krastavci, dinje i slične biljke s velikom količinom vode. Kao i mnoge druge pustinjske vrste i oriks se hrani tijekom cijele godine oportunistički (svom hranom koja je dostupna).
Oriks može izdržati bez vode i do mjesec dana. Potrebna mu je hrana koja je puna minerala.

## Organizacija
Nomadska krda broje do 25 životinja, a sastoje se od ženki, mladunaca i nekoliko mužjaka.

## Trudnoća i mladunčad
Ženke oriks antilope rađaju mladunčad jednom godišnje i to u proljeće.
Nakon vremena od 260 do 300 dana ženka rađa jedno mladunče (rjeđe dva), koje 6 tjedana ostaje sakriveno blizu krda, a majka povremeno dolazi, da ga doji.

## Borba za preživljavanje
U vrućim podnebljima oriks antilope preživljavaju tako što pasu u hladnijem dijelu dana, uglavnom u sumrak ili noću. Njihova posebna bijela dlaka odbija sunčeve zrake i toplinu, čak i do 60 stupnjeva Celzijusovih. Od 10 do 14 ili 15 sati okupljaju se u hladovini. Kod mnogih vrsta antilopa boravak tolikog broja životinja na malom prostoru izazvalo bi borbe za dominaciju ili sukobe oko parenja. Međutim, radi opstanka u surovom staništu, to se kod oriks antilopa ne događa.

## Ugroženost
Zbog velikih rogova, oriks antilope bile su popularne u 20. stoljeću. Bezobzirni lovci na prostorima Saudijske Arabije ubijali su sve više oriksa i na kraju su ih doveli do ruba ugroženosti. Na prostorima Arabije izbrojeno ih je 65, od kojih su bile samo 4 ženke. Tada je počela Operacija oriks u Aziji i u Južnoj Americi. Stanje populacije oriksa bilo je alarmantno i to je zabrinulo zoologe. Na prostoru pustinja, gdje žive oriksi postavljeni su lovci u širokom krugu. To je trebalo riješiti problem krivolovaca, ali nije. Velika skupina krivolovaca uspjela je probiti zaštitni krug neopaženo i populacija oriksa opet se smanjila. Tada su zoolozi shvatili da moraju preseliti orikse u manje rezervate, gdje će imati veću zaštitu. Sve je izgledalo savršeno; imali su sigurno mjesto za život, bez prirodnih neprijatelja i s mnogo hrane i hlada. Ali, problem je bio u tome što su oriksi jeli biljke s velikom količinom minerala, što im je bilo potrebno. Ljudi u rezervatu nisu im to mogli priuštiti. Uskoro se za brzo vrijeme povećala populacija oriksa i opet su vraćeni u njihova prirodna staništa. Tada ih je bilo više od 300, ali su ipak išli u odvojenim krdima (10-25 članova) gdje mogu u miru, da se opuste u hladu. Oriks antilope još su uvijek na popisu ugroženih vrsta, jer postoji opasnost da se opet smanji njihov broj. Ali, zasad su sigurni.